# William F. Zorzi
William "Bill" F. Zorzi Jr. (né en 1954) est un journaliste et scénariste américain. Il a travaillé au Baltimore Sun pendant près de vingt ans et a couvert la politique pendant la majeure partie de sa carrière. Il a également écrit pour la série télévisée de HBO Sur écoute et est le co-auteur de la minisérie Show Me a Hero.

## Vie privée
Zorzi est le fils de la directrice financière Mary Zorzi (née Fannon) et du journaliste et responsable des relations publiques William F. Zorzi, Sr. Il a trois frères et sœurs, un frère et deux sœurs. 

## Carrière

### Journalisme
Il travaille au Baltimore Sun pendant près de vingt ans et couvre la politique pendant la majeure partie de sa carrière. En tant que journaliste, Zorzi a été décrit comme dur et grincheux et a refusé de manière caractéristique d'accepter des cadeaux (y compris de la nourriture) de la part des politiciens qu'il couvrait. Il a écrit une chronique hebdomadaire intitulée « The Political Game » pendant cinq ans au milieu des années 90. Il a quitté le monde du reportage en 1998 et est devenu rédacteur au Sun's Weekend Metropolitan.

### Télévision
Zorzi travaille pendant 13 ans sur le projet qui deviendra finalement la mini-série de HBO Show Me a Hero (2015), qu'il a créé avec David Simon,,. En 2001, Simon envoie à Zorzi, qui était alors rédacteur en chef adjoint au Baltimore Sun, une copie du livre de Lisa Belkin, Show Me a Hero: A Tale of Murder, Suicide, Race, and Redemption, qu'il apportait à HBO comme un projet potentiel.  
En 2002, Zorzi quitte son emploi chez The Sun et commence à travailler sur ce projet. Il passe des années à réécrire le script. 
Auparavant, Zorzi a longtemps collaboré avec David Simon. Ainsi, il fait d'abord une brève apparition dans la série Sur écoute en tant que journaliste dans l'épisode de 2002 The Buys. Zorzi rejoint également l'équipe de Sur écoute en tant que rédacteur pour la troisième saison en 2004. Il a été embauché pour ajouter de l'authenticité à cette saison se concentrant sur la politique. L'écrivain George Pelecanos déclare qu'il savait que tout ce qu'il écrivait pour l'histoire politique serait largement réécrit par Simon et Zorzi. Zorzi est promu scénariste en chef pour la quatrième saison en 2006. Il écrit le teleplay de l'épisode Unto Others à partir d'une histoire qu'il a co-écrite avec le producteur Ed Burns. Zorzi et l'équipe de rédaction remportent le Writers Guild of America Award de la meilleure série dramatique lors de la cérémonie de février 2008 et le prix Edgar-Allan-Poe 2007 du meilleur long métrage télévisé/mini-série pour leur travail sur la quatrième saison,. 
Zorzi revient en tant que rédacteur en chef et écrivain pour la cinquième saison en 2008. Il rejoint par ailleurs le casting comme une version romancée de lui-même. Il écrit le téléplay de l'épisode Unconfirmed Reports à partir d'une histoire qu'il a co-écrite avec Simon. Zorzi et l'équipe de rédaction sont nommés pour le prix WGA de la meilleure série dramatique une deuxième fois lors de la cérémonie de février 2009 pour leur travail sur la cinquième saison.

### Enseignement
Après la production de la quatrième saison de Sur écoute, Zorzi passe un an à enseigner le journalisme à la Baltimore Freedom Academy, un lycée public de la ville. Il a également aidé l'école à lancer un journal. 

## Filmographie
Production
| An   | Spectacle  | Rôle                   | Remarques |
| ---- | ---------- | ---------------------- | --------- |
| 2008 | Sur écoute | Executive story editor | Saison 5  |
| 2006 | Sur écoute | Story editor           | Saison 4  |
| 2004 | Sur écoute | Staff writer           | Saison 3  |

Scénariste
| An   | Spectacle      | Saison | Titre de l'épisode                                   | Épisode | Remarques                                           |
| ---- | -------------- | ------ | ---------------------------------------------------- | ------- | --------------------------------------------------- |
| 2015 | Show Me a Hero | 1      | «Parties 1 et 2», «Parties 3 et 4», «Parties 5 et 6» | 1-6     |                                                     |
| 2008 | Sur écoute     | 5      | "Unconfirmed Reports"                                | 2       | Teleplay de Zorzi, histoire de Zorzi et David Simon |
| 2006 | Sur écoute     | 4      | "Unto Others"                                        | 7       | Teleplay de Zorzi, histoire de Zorzi et Ed Burns    |

## Récompenses
| Année | Prix                            | Catégorie                                   | Résultat | Réci                   | Remarques |
| ----- | ------------------------------- | ------------------------------------------- | -------- | ---------------------- | --- |
| 2009  | Writers Guild of America Awards | Outstanding Dramatic Series                 | Nommé    | Saison 5 de Sur écoute | Partagé avec Ed Burns, Chris Collins (en), Dennis Lehane, David Mills, George Pelecanos, Richard Price et David Simon                         |
| 2008  | Writers Guild of America Awards | Outstanding Dramatic Series                 | Lauréat  | Saison 4 de Sur écoute | Partagé avec Ed Burns, Chris Collins, Kia Corthron, Dennis Lehane, David Mills, Eric Overmyer, George Pelecanos, Richard Price et David Simon |
| 2007  | Prix Edgar                      | Best Television Feature/Mini-Serie Teleplay | Lauréat  | Saison 4 de Sur écoute | Partagé avec Ed Burns, Kia Corthron, Dennis Lehane, David Mills, Eric Overmyer, George Pelecanos, Richard Price et David Simon                |